# (440) Theodora
(440) Theodora ist ein Asteroid des Hauptgürtels, der am 13. Oktober 1898 von Edwin Foster Coddington in Kalifornien (Mt. Hamilton) entdeckt wurde.
Der Name des Asteroiden ist von einer Tochter des Stifters Julius F. Stone abgeleitet.